# Édouard Dalloz
Victor-Édouard Dalloz est un homme politique français né le 24 mai 1826 à Paris et mort le 14 novembre 1886 à Ballan-Miré.

## Biographie
Fils de Désiré Dalloz, fondateur de la maison d'édition du même nom et de Caroline Peyre, fille de Antoine-François Peyre, il est avocat et auteur d'ouvrage de jurisprudence.
 En 1849, il épouse à Marseille Louise Aline Lautier, veuve d'Ange Léopold Gallois, demi-frère de Louis Gallois de Naives, fondateur de la maison Courvoisier.
 Il est député du Jura de 1852 à 1870, soutenant la majorité dynastique. Il est secrétaire du Corps législatif pendant 7 ans.
Membre de l'entourage du duc de Morny et d'Armand Donon qui fondent Deauville, il est un des premiers constructeurs, sur la terrasse en bord de mer, d'une villa  qu'il cède à la vente après le décès de Morny.

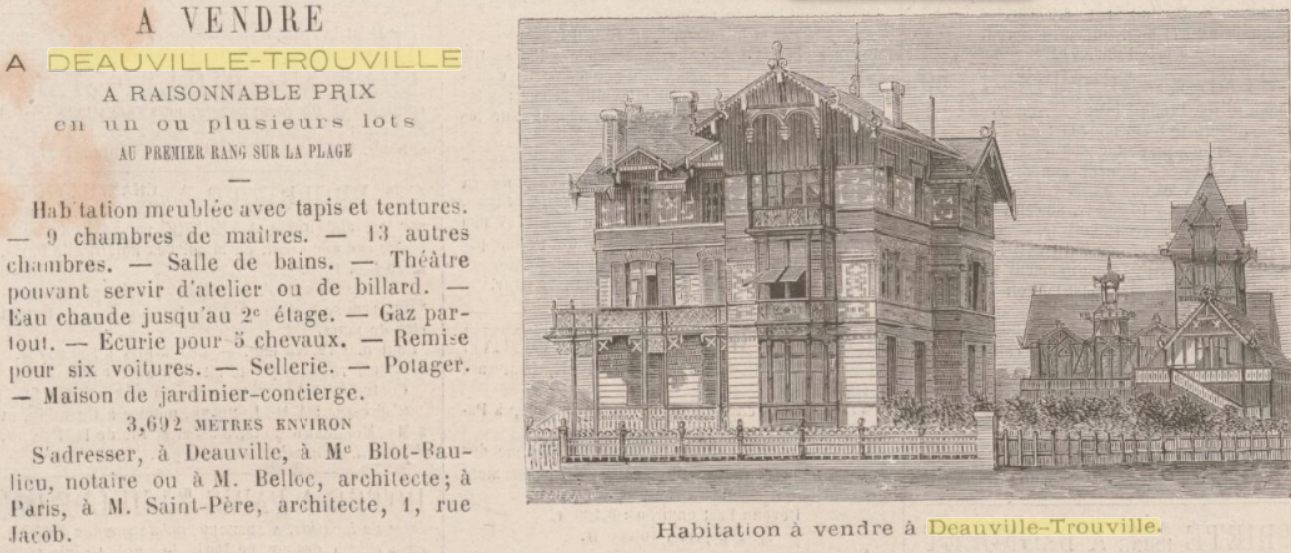
Villa Dalloz, Deauville (1873)

## Sources
- « Édouard Dalloz », dans Adolphe Robert et Gaston Cougny, Dictionnaire des parlementaires français, Edgar Bourloton, 1889-1891 [détail de l’édition]